# 1947年凱斯楚普機場空難
1947年凱斯楚普機場空難指1947年1月26日發生在哥本哈根凯斯楚普机场的航空事故，失事飛機是荷蘭皇家航空一架編號為PH-TCR，由阿姆斯特丹經哥本哈根飛往斯德哥爾摩的道格拉斯DC-3。機上22人在事故中全部遇難，其中包括瑞典王子古斯塔夫·阿道夫亲王。

## 事故經過
1月26日14時58分，PH-TCR號DC-3客機由阿姆斯特丹飛抵哥本哈根，部分乘客在哥本哈根下機，另有一些乘客登機。這架DC-3於15時31分從哥本哈根起飛，但在爬升至50米高處時失速，機鼻撞地，隨即爆炸起火，機上16名乘客和6名機組人員全部死亡。

## 遇難者
飛機墜毀時載有16名乘客和6名機組人員，瑞典王子古斯塔夫·阿道夫亲王（當時瑞典王位的第二順位繼承人，現瑞典國王卡尔十六世·古斯塔夫的父親）就在這16名乘客之中。古斯塔夫·阿道夫親王當時正在打獵回國的途中，在行程中亦會見了朱麗安娜公主和貝恩哈德親王。美國歌劇演員格蕾丝·摩尔亦是乘客之一。格蕾絲·摩爾的遺體被另一架荷航飛機運往巴黎，並於同年2月3日下葬，當時五百餘人參加了她的葬禮。

## 事故原因
事故的可能原因是操作人員在起飛前未解開升降舵的陣風鎖。此次事故當時為丹麥最嚴重的空難，但其紀錄後來被1989年9月發生的柏納航空394號班機空難打破。

## 外部連結
- 维基共享资源上的相關多媒體資源：1947年凱斯楚普機場空難